# Estherwood (Luisiana)
Estherwood es una villa ubicada en la parroquia de Acadia en el estado estadounidense de Luisiana. En el Censo de 2010 tenía una población de 889 habitantes y una densidad poblacional de 184,14 personas por km².

## Geografía
Estherwood se encuentra ubicada en las coordenadas 30°10′54″N 92°27′48″O / 30.18167, -92.46333. Según la Oficina del Censo de los Estados Unidos, Estherwood tiene una superficie total de 4.83 km², de la cual 4.83 km² corresponden a tierra firme y (0%) 0 km² es agua.

## Demografía
Según el censo de 2010, había 889 personas residiendo en Estherwood. La densidad de población era de 184,14 hab./km². De los 889 habitantes, Estherwood estaba compuesto por el 94.04% blancos, el 3.37% eran afroamericanos, el 0.11% eran amerindios, el 0% eran asiáticos, el 0% eran isleños del Pacífico, el 1.01% eran de otras razas y el 1.46% pertenecían a dos o más razas. Del total de la población el 2.7% eran hispanos o latinos de cualquier raza.